# 威斯敏斯特 (南卡罗来纳州)
威斯敏斯特（英語：Westminster）是美国南卡罗来纳州下属的一座城市。城市类型是“City”。其面积大约为0.77平方英里（1.98平方公里）。根据2010年美国人口普查，该市有人口2,418人，人口密度约为每平方 英里3,156.66人（约合每平方公里1218.83人）。